# II Krajowy Konkurs Awionetek
II Krajowy Konkurs Awionetek – zawody lotnicze rozegrane w Polsce w dniach 29 października–1 listopada 1928 roku w Warszawie.

## Informacje ogólne

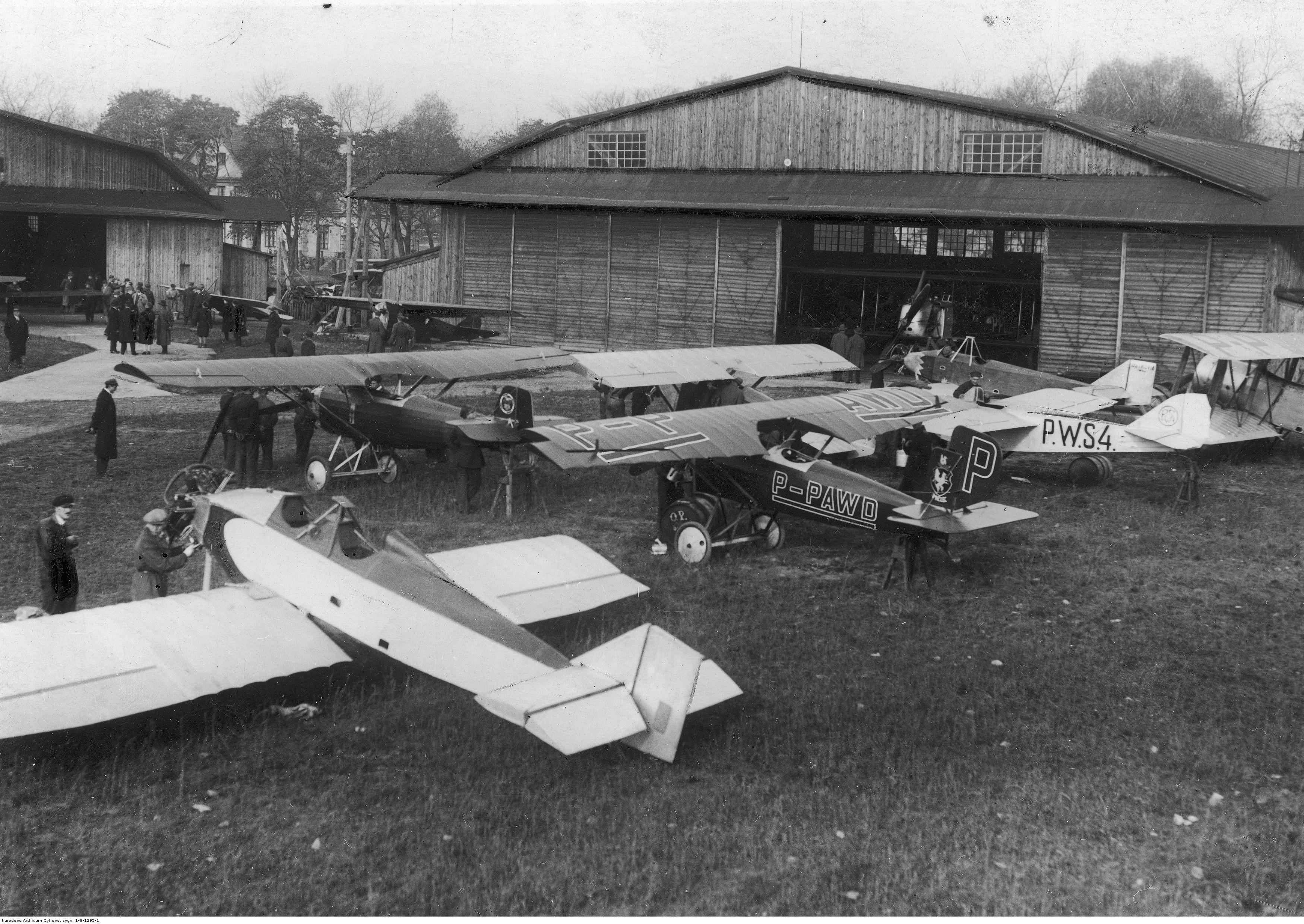
Samoloty stojące przed hangarami podczas II Krajowego Konkursu Awionetek w Warszawie – na pierwszym planie WK-1 Jutrzenka, w środku DKD-III (P-PAWD) i DKD-IV, po prawej PWS-4

II Krajowy Konkurs Awionetek był drugim z serii konkursów samolotów lekkich polskiej konstrukcji, organizowanych w okresie międzywojennym, zapoczątkowanych przez I Krajowy Konkurs Awionetek w 1927 roku. Łączyły one elementy zawodów lotniczych ze sprawdzianami poziomu konstrukcji samolotów, skonstruowanych w Polsce. Zawody organizował Zarząd Główny Ligi Obrony Powietrznej i Przeciwgazowej, która także wspierała finansowo budowę kilku ze startujących konstrukcji.
W pierwszym dniu samoloty były ważone z wyposażeniem, paliwem i pilotem. Następnie miała miejsce konkurencja krótkiego startu i lądowania. Polegała ona na starcie z jak najbliższej odległości nad bramką z rozciągniętym sznurem na wysokości 5 m. Analogiczna była konkurencja lądowania, w której samolot musiał wylądować przelatując nad bramką i zatrzymać się na jak najkrótszym odcinku. Najkrótszy start - 60 m osiągnął Orkan II T. Grzmilassa
Kolejną konkurencją była próba wzniesienia się na jak największą wysokość w ciągu 30 minut. Samolot Orkan II uzyskał w tym teście wysokość 3650 m.
Próba szybkości przelotowej polegała na uzyskaniu jak najlepszego czasu 6-krotnego przelotu na trasie Warszawa – Piaseczno – Warszawa. W razie przymusowego lądowania i ponownego startu, doliczano 10 minut karnych. Największą prędkość przelotową 137 km/h, a 155 km/h na poszczególnych odcinkach, uzyskał samolot DUS-III Ptapta, o metalowej konstrukcji.
Ostatnią konkurencją była próba szybkości demontażu i montażu samolotu. Po zdemontowaniu skrzydeł należało przeprowadzić samolot przez bramkę o szerokości 3 m i wysokości 3,5 m, po czym ponownie w szybkim czasie zamontować skrzydła i odbywać lot.

## Wyniki
| Miejsce | Samolot            | Pilot (załoga)                                 | Liczba miejsc | Numer rej. | Numer startowy | Konstruktor                           |
| 1.      | DKD-IV             | Józef Bargiel i Karolina Iwaszkiewiczówna      | 2             | -          | 15             | Stanisław Działowski                  |
| 2.      | Orkan II           | por. pil. Tadeusz Grzmilas                     | 1             | -          | 19             | Tadeusz Grzmilas                      |
| 3.      | DKD-III            | Stanisław Działowski                           | 1             | P-PAWD     |                | Stanisław Działowski                  |
| 4.      | PS-1               | Olimpiusz Nartowski                            | 2             | -          |                | Stanisław Prauss                      |
| 5.      | DKD-IVbis          | por. pil. Karczmarczyk i Mieczysław Działowski | 2             | -          |                | Stanisław Działowski                  |
| 6.      | PWS-4              | Franciszek Rutkowski                           | 1             | -          | 11             | PWS (August Bobek-Zdaniewski)         |
| 7.      | JD-2 (nr SL-6)     | James Worledge                                 | 2             | P-PSLA     |                | Jerzy Drzewiecki                      |
| 8.      | DUS-III Ptapta     | Antoni Mroczkowski                             | 2             | -          | 1              | Jerzy Dąbrowski, Antoni Uszacki       |
| 9.      | WZ-XI Kogutek      | Zbigniew Babiński                              | 1             | -          |                | Władysław Zalewski                    |
| 10.     | Skraba ST-3        | Łopaczyński                                    | 2             | -          |                | Bolesław Skraba                       |
| 11.     | Moryson Ostrovia I | Stanisław Czyżewski                            | 2             | -          | 6              | Władysław Kozłowski / Józef Morrison  |
| 12.     | WR-1               | S. Tondys                                      | 2             | P-PSL8     |                | Stanisław Wigura i Stanisław Rogalski |

Nie ukończyły konkursu:
- WK-1 Jutrzenka (nr 8), pilot Mazurek (konstruktor Władysław Kozłowski) (awaria silnika)[13]
- RWD-1 (konstruktorzy S. Rogalski, S. Wigura, J. Drzewiecki) (awaria silnika)[15].

Z powodu awarii silnika i przymusowego lądowania pod Sochaczewem, na otwarcie konkursu spóźnił się samolot MN-3 konstrukcji Józefa Medweckiego (pilot Szulczewski) i nie wziął udział w konkursie. Z podobnych przyczyn nie wziął udziału samolot O-2 konstrukcji Michała Offierskiego, lecący z Poznania. Podczas lotu na konkurs również oba samoloty DKD-IV doznały uszkodzeń, lecz zdołano je pośpiesznie naprawić dzięki pomocy pracowników linii lotniczych Aerolot.
Zawody były sukcesem amatorskich konstrukcji braci Stanisława i Mieczysława Działowskich, którzy za pierwsze miejsce otrzymali nagrodę 10 000 zł, a za III - 3000 zł. Za 4. miejsce przyznano 2000 zł (samolot PS-1 S. Praussa). Nagrodę Ministra Komunikacji 1000 zł otrzymał samolot RWD-1, mimo nieukończenia konkursu, za najbardziej oryginalną konstrukcję Nagrodę Ministra Komunikacji za najkrótsze lądowanie 70 m uzyskał samolot Skraba ST-3. Samolot Orkan II zdobył nagrodę ufundowaną przez miasto Poznań.